# Aldgate (Australie)
Pour les articles homonymes, voir Aldgate.
Aldgate (3 343 habitants) est un quartier de banlieue d'Adélaïde situé dans la région d'Adelaide Hills à 21 km au sud-est du centre-ville.